# Langues tupari
Les langues tupari constituent un des groupes de la famille des langues tupi. Elles sont parlées dans l'État du Rondônia, au Brésil.

## Liste des langues tupari
Les langues tupari sont selon la classification de Rodrigues (2007) au nombre de six :
- akuntsú (en) ;
- ayuru ou wayoró, wayru, ajurú ;
- kepkiriwát ;
- makuráp ;
- mekens ou mequém, mequens, sakirabiát ;
- tupari.

## Le proto-tupari
Le proto-tupari peut être reconstitué. Les tableaux présentent sa phonologie.

### Voyelles
|         | Antérieure    | Centrale      | Postérieure   |
| ------- | ------------- | ------------- | ------------- |
| Fermée  | *i [i] *ĩ [ĩ] | *ɨ [ɨ] *ɨ̃ [ɨ̃] | *u [u] *ũ [ũ] |
| Moyenne | *e [e] *ẽ [ẽ] |               |               |
| Ouverte |               | *a [a] *ã [ã] |               |

Les voyelles  o [o] et õ [õ] sont considérées comme des allophones de  [u] et de son équivalente nasale.

### Consonnes
|               |               | Bilabiale | Dentale      | Palatale | Vélaire | Labio-vél. | Glottale |
| ------------- | ------------- | --------- | ------------ | -------- | ------- | ---------- | -------- |
| Occlusives    | Sourdes       | *p [p]    | *t [t]       |          | *k [k]  | *kw [kʷ]   | *’ [ʔ]   |
| Occlusives    | Sonores       |           |              |          | *g [g]  | *gw [gʷ]   |          |
| Fricatives    | Fricatives    | *β [β]    |              |          |         |            | *h [h]   |
| Affriquées    | Sourdes       |           | *c [t͡s]      |          |         |            |          |
| Affriquées    | Prénasales    |           | *(n)dz [n͡d͡z] |          |         |            |          |
| Nasales       | Nasales       | *m [m]    | *n [n]       |          | *ŋ [ŋ]  | *ŋw [ŋʷ]   |          |
| Liquides      | Liquides      |           | *r [r]       |          |         |            |          |
| Semi-voyelles | Semi-voyelles | *w [w]    |              | *y [j]   |         |            |          |

Les prénasales, *mb [m͡b], *nd [n͡d], *ŋg [ŋ͡g] et *ŋgʷ [ŋ͡gʷ] sont des allophones des nasales. La palatale *y [j] a deux allophones, *ñ [ɲ] et *ỹ [j̃]. 